# Élections municipales omanaises de 2022
Les élections municipales omanaises de 2022 ont lieu le 25 décembre 2022 afin d'élire les conseillers municipaux du sultanat d'Oman. Le vote de la diaspora intervient une semaine plus tôt, le 18 décembre. Un total de 727 candidats sont en lice.